# As Duas Faces da Glória
As Duas Faces da Glória é um livro escrito pelo jornalista brasileiro William Waack, acerca da Força Expedicionária Brasileira (FEB), lançado em 1985.

## Resenha
O jornalista William Waack, conhecido âncora do telejornalismo da Rede Globo de Televisão, procurou mostrar nesse livro, analisando entrevistas feitas e dados pesquisados por ele, em arquivos dos EUA e Alemanha (alguns dos quais reproduzidos parcialmente na obra); que opiniões tiveram alguns de seus adversários alemães e seus aliados norte-americanos, sobre a atuação da Divisão de Infantaria Expedicionária Brasileira, nos campos de batalha da Itália, durante a Segunda Guerra Mundial.
O resultado, segundo Waack, mostraria que quase nada se sabia no Brasil acerca daquilo que os Aliados e os alemães haviam dito e escrito sobre a FEB, durante a guerra. Para o autor, fica evidente a contradição entre os elogios públicos à atuação da FEB e as críticas severas de oficiais norte-americanos encarregados de acompanhar ou instruir os militares brasileiros, para quem os "pracinhas" seriam, no mínimo, soldados pouco afeitos à disciplina militar.
Apesar de fontes em contrário, pelo fato da FEB ser apenas uma entre 20 divisões aliadas na Frente italiana, e por estar integrada ao IV Corpo do V Exército dos EUA, utilizando uniformes e equipamento fornecidos pelos estadunidenses, Waack afirma por ex. que seus soldados sequer eram distinguidos dos norte-americanos, pelos alemães. O autor no entanto, não explica, entre outras coisas, porque além do serviço de propaganda alemã direcionar (via artilharia e aviões) panfletos em português aos brasileiros, a rádio Berlim tinha um programa específico (também em português), dirigido às tropas brasileiras.